# تیم‌ایر
تیم‌ایر (به انگلیسی: TimAir) یک شرکت هواپیمایی است که در ۱۹۸۳ میلادی تأسیس شده‌است. دفتر مرکزی تیم‌ایر در مونتگوبی، جامائیکا واقع شده‌است و قطب این شرکت هواپیمایی در فرودگاه بین‌المللی سنگستر قرار دارد و به ۵ مقصد، پرواز انجام می‌دهد.